# Hidajet Hankić
Hidajet Hankić (* 29. června 1994, Schwarzach im Pongau, Rakousko) je rakouský fotbalový brankář momentálně působící v klubu FC Blau-Weiß Linz.

## Klubová kariéra
V Rakousku působil v akademii Fußballakademie Linz.
V roce 2011 odešel do České republiky do klubu FK Mladá Boleslav. Do dospělého fotbalu nahlédl v klubu FK Mladá Boleslav, kde byl na soupisce A-týmu od června 2012. V 1. české lize debutoval v sezoně 2013/14 25. května 2014 v zápase proti AC Sparta Praha (porážka 0:4).
V létě 2015 se vrátil do Rakouska, kde odehrál sezónu 2015/16 v dresu druholigového klubu SV Austria Salzburg. V létě 2016 po sestupu Austrie o soutěž níž přestoupil do týmu FC Blau-Weiß Linz, jenž ze třetí rakouské ligy postoupil do druhé. Zde podepsal roční kontrakt.